# Desa Purwojati (administrativ by i Indonesien, Jawa Tengah, lat -7,37, long 109,97)
Desa Purwojati är en administrativ by i Indonesien.   Den ligger i provinsen Jawa Tengah, i den västra delen av landet, 400 km öster om huvudstaden Jakarta.